# Le Cinéma dans les yeux
Pour plus de détails, voir Fiche technique et Distribution.
Le Cinéma dans les yeux est un film français réalisé par Gilles Jacob et Laurent Jacob, sorti en 1987.

## Fiche technique
- Titre : Le Cinéma dans les yeux
- Réalisation : Gilles Jacob et Laurent Jacob
- Documentation : Geneviève Cailloux, Marie-Pierre Hauville et Nicole Petit
- Son : Bernard Le Roux et Claude Villand
- Montage : Michèle David et Élisabeth Guido
- Société de production : Cannes Film Festival
- Pays de production :  France
- Genre : documentaire
- Durée : 120 minutes
- Dates de sortie :  
  - France - mai 1987 (Festival de Cannes)
  - Royaume-Uni - 19 décembre 1987[1]

## Récompense
- Grand prix de la Commission supérieure technique 1987[2]